# ギンピ・ギンピ
ギンピ・ギンピ（英語: Gympie gympie; 学名：Dendrocnide moroides）は、イラクサ科に属する被子植物の一種である。この他にも、ギンピ（英語: Gympie）、スティンギング・ブラッシュ (英語: stinging brush）、ギンピ・スティンガー（英語: Gympie stinger）、マルベリー＝リーヴド・スティンガー（英語: Mulberry-leaved stinger）や、単にスティンガー（英語: Stinger）、ザ・スーサイド・プラント（英語: The suicide plant）、ムーンライター（英語: Moonlighter）とも呼ばれる。

## 生態
オーストラリア北東部の熱帯雨林に自生する。英名に含まれるスティンガー（英語: stinger、「刺すもの」の意）に表されているように全体を刺毛が覆っており、この刺毛に触れたものに人間にも有毒な神経毒を送り込む。オーストラリアに自生するイラノキ属（学名：Dendrocnide）の中で最も毒性の強い植物である。ただし果実は表面の刺毛を除去すれば食用にできる。
ギンピ・ギンピが、イラノキ属（学名：Dendrocnide）の中で特異なのは、雌雄同株の花序を持つ点であり、少数の雄花とそれを取り囲むように雌花が生える。花は小さく、受粉すると果実をつけるために膨らむ。
ギンピ・ギンピは、熱帯雨林の境界部分で早くから群落形成を行う種である。これはギンピ・ギンピの種が土壌撹拌の後、太陽光を浴びる場所で発芽するためである。クイーンズランド州（オーストラリア）では比較的一般的な種であるが、オーストラリア南部では希であり、ニューサウスウェールズ州では絶滅危惧種に指定されている。
Dendrocnide excelsaとDendrocnide photinophyllaは、本種と同じ、もしくは似た名前で呼ばれる。これらは本種と同じオーストラリアに自生し同じイラクサ科に属するが、本種と異なり高木となる。

## 毒性

モロイジンの構造式。有糸分裂阻害活性を示す。

葉や枝に触れると、中空の二酸化ケイ素の尖端を持つ毛が皮膚を突き刺す。この刺毛は忌まわしい程の苦痛を与える。アーニー・ライダー (Ernie Rider)は、1963年にこの植物の葉で顔と胴を負傷したが、その苦しみについて、彼は「2から3日間、その痛みはほぼ耐えられないほどのものであった。私は働くことも眠ることもできず、2週間かそれ以上もひどい痛みに襲われた。この苦痛は2年間もの間続き、冷たいシャワーを浴びた時には、いまだに毎回痛みに襲われる。これに匹敵するものはない。他の痛みと比べても10倍以上は酷いものだ」と述べている。
初期の研究では、ヒスタミン、アセチルコリン、5-ヒドロキシトリプタミン、ギ酸といった様々な化合物が原因物質であることが示唆された。しかしながら、これらの化合物はいずれも植物の刺毛によって引き起こされるのと同等の強さや長さの痛みを生み出さないことが分かった。1970年頃、新規化合物が同定され、モロイジンと命名された。モロイジンはトリプトファンとヒスチジンが希なC-N結合で繋がった二環式オクタペプチドである。しばらくの間はモロイジンが痛みの原因物質であるだろうと考えられていた。しかし、後の研究で、純粋なモロイジンの痛み誘導効果はそれほど強烈ではないことが示された。むしろモロイジンはチューブリンの重合を阻害して有糸分裂阻害活性を示す。
2020年に刺毛に特異的に局在する主要な痛み誘導物質として、クモやイモガイの毒素に似た分子量約4 kDaの小タンパク質が発見され、ギンピエチド（gympietide）類と命名された。ギンピエチド類はジスルフィドに富む構造を持つ。これらの小タンパク質は実験室での試験において著しい痛み応答を生み出すことが示された。ギンピエチド類はインヒビターシスチンノットに似た複雑な構造を持ち安定性が高く、このことが痛みが長時間持続する理由と考えられる。
刺毛はアカアシヤブワラビーを含む数種類の小型有袋類や、虫、鳥類には効果を発揮せず、葉を食べられてしまう。
2006年には、刺毛は持つものの触っても痛みをもたらさない個体が発見された。

### アレルギー症状
研究者のマリナ・ハーリー (Marina Hurley)は3年間、オーストラリアクイーンズランド州のアサートンテーブルランドで防護服を着てギンピ・ギンピの研究を行っていた。ハーリーに最初に現れた症状はくしゃみを伴うひきつけ、催涙、鼻水などで数時間続いた。アレルギー症状は何度もギンピ・ギンピに曝されることで更に深刻なものになっていった。最終的にハーリーは入院せざるを得なくなり、深刻な痒みと蕁麻疹はステロイド剤による治療が必要なほどであった。

## 逸話
有名なものとしては葉をトイレットペーパー代わりに利用するものがあるが、そもそも手で取った時点で刺されており、意図的に用いることはなかったであろうということから単なるほら話として扱われる。しかしながら、馬が刺された後に休む必要があった、さらには暴れまわり射殺する必要があったというような記録は残っている。ギンピ・ギンピ自体による死亡例は知られておらず、同属のD. cordataによる死亡例が1922年のニューギニアから知られるのみである。

## 治療
刺毛に触れてしまった場合の推奨される治療法として、10倍に希釈した塩酸の塗布とワックス脱毛による刺毛の除去が挙げられる。もしそれらが不可能であれば、粘着テープかピンセット、もしくはその両方による刺毛の除去が行われる。この際に刺毛を破壊しないよう注意が必要で、もし刺毛の破片が体内に残った場合、激痛のさらなる悪化を招いてしまう。

## ギャラリー

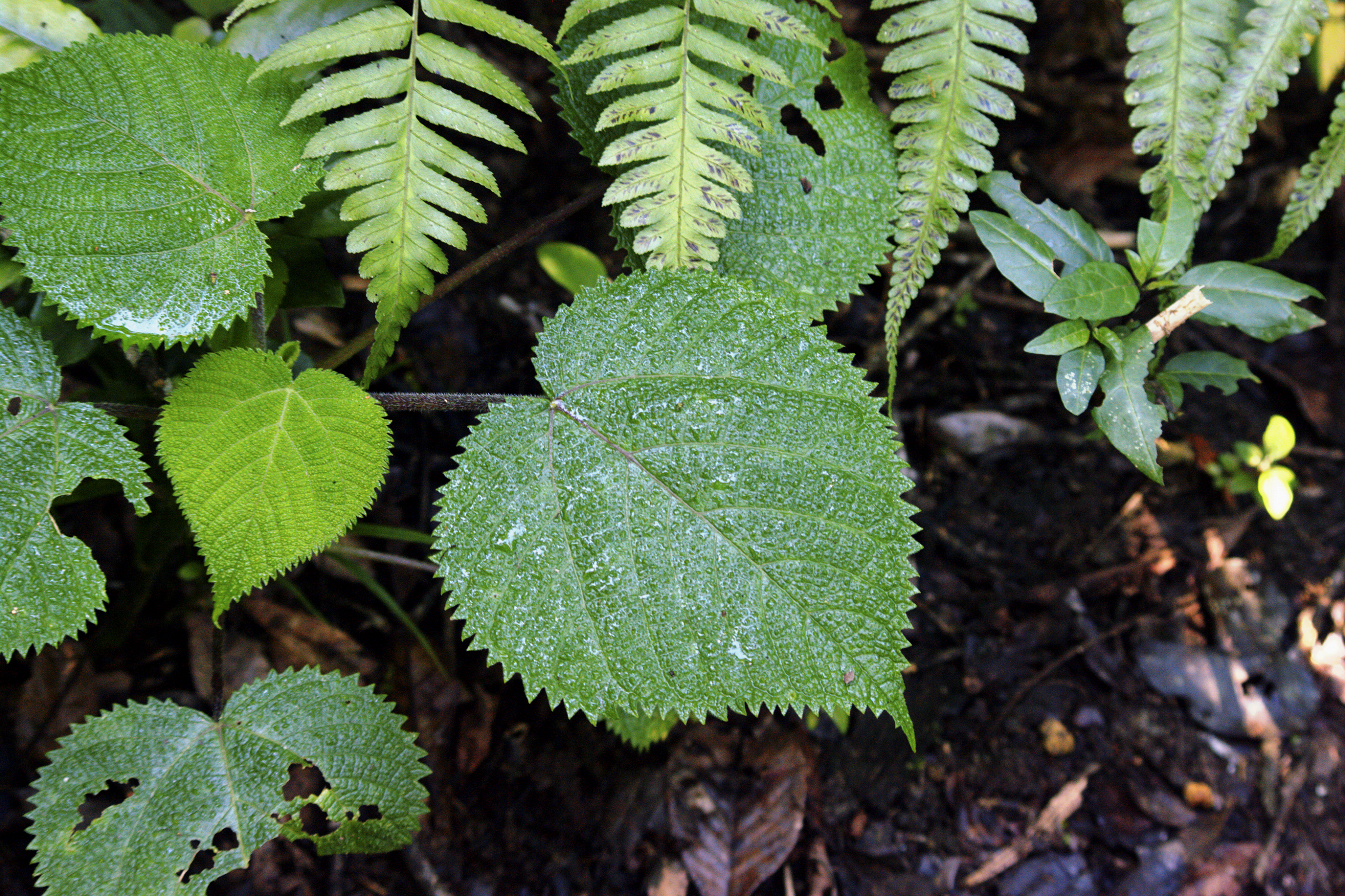
ギンピ・ギンピの葉
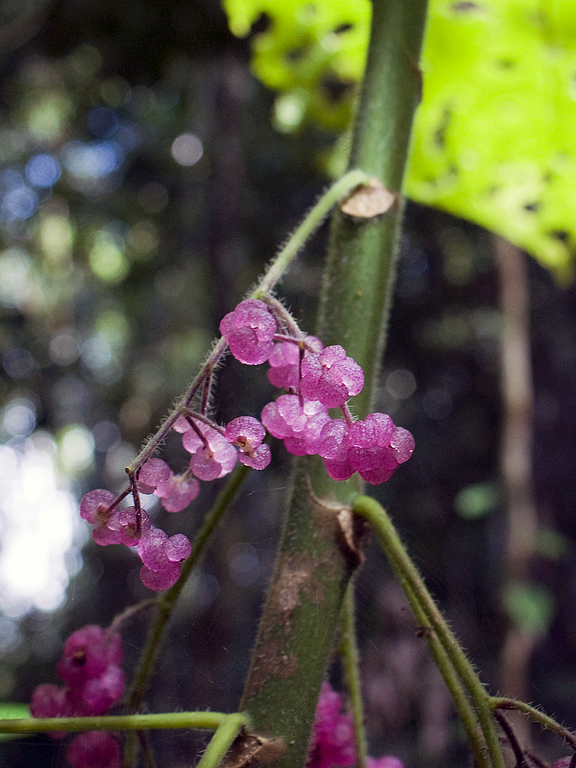
ギンピ・ギンピの実
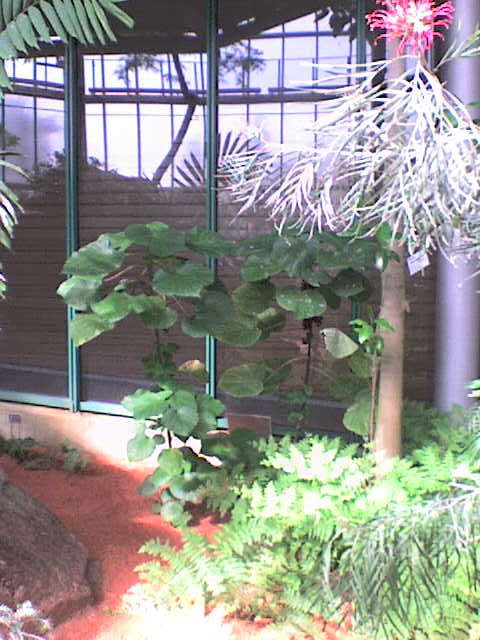
ギンピ・ギンピの全体写真